# Голови Цербера
«Голови Цербера» — науково-фантастичний роман американської письменниці Френсіс Стівенс. Роман спочатку був опублікований у палп-журналі The Thrill Book у 1919 році, і вперше опублікований у формі книги у 1952 році видавництвом Polaris Press накладом 1563 примірники. Це перша книга, видана Polaris Press. Академічне репринтне видання було випущено Arno Press у 1978 році, а масовий тираж у м'якій палітурці — Carroll & Graf у 1984 році.
Роман розповідає про людей, які, вдихнувши таємничий пил, потрапляють у тоталітарну Філадельфію 2118 року.

## Сюжет
Молодий юрист Роберт Дрейтон і його менша сестра Віола дізнаються, що їхній знайомий Террі Тренмор викрав пляшечку з «пилом чистилища» зі срібним корком у формі Цербера. Відкривши пляшечку, вони випадково вдихають пил і опиняються в тому ж місці, але 2118 року.
Вже через кілька хвилин їх заарештовують на вулиці за те, що вони не носили значки з номерами, котрі використовуються замість імен. Їх доставляють до Зали Справедливості для покарання шляхом скидання в «яму минулого», де живе хижа істота зі сталевими зубами. Прибульцям з минулого вдається оскаржити вирок, вдавши з себе іноземців. Їм дозволяють скласти іспит для вступу на державну службу.
Роберт, Віола й Террі поселяються в готелі, де їх невдало намагається пограбувати чоловік, який пояснює влаштування світу. Філадельфія ізольована від решти планети через минулі війни у «скаженій Європі». Вільяму Пенну (одному з засновників Філадельфії) поклоняються як гнівливому богу, а Дзвін Свободи перетворили на звуковий дезінтегратор. Лише правителі носять імена, що відповідають якійсь їхній примітній рисі, а решта носять номери. Віола, Террі та Роберт змушені взяти участь у іспиті, де нібито сам Пенн визначає хто з «номерів» отримає керівні посади. Насправді результати іспиту визначаються заздалегідь і хто провалюють їх, гинуть.
Усіх трьох врешті засуджують до страти, але Террі складає картину минулих подій: владу в Філадельфії захопила банда, що використала дезінтегратор для нав'язування своїх вимог. Він хапає церемоніальний меч і вдаряє ним у Дзвін Свободи. Звук приголомшує всіх навколо.
Отямившись, Роберт, Віола й Террі виявляють, що повернулися в рідну епоху. Власник порошку, містер Скарборо, пояснює, що це насправді його винахід і описує наукову основу дії порошку, що змушує тіло вібрувати на інших частотах. Скарборо припускає, що світ 2118 року був лише відображенням сучасності і фактично паралельним світом, а не майбутнім.

## Рецензії
Ґрофф Конклін назвав це «можливо, першим науковим фентезі, яке використовує ідею альтернативного сприйняття часу або паралельних світів». Баучер і МакКомас високо оцінили роман як «дещо застарілу, але все ще оригінально образну та гостро сатиричну історію». П. Шуйлер Міллер вважав «Цербера» «застарілим і старомодним», але зазначив, що це «новаторська варіація на тему паралельних світів».
Еверетт Ф. Блейлер описав роман як «дуже творчий твір, один із класичних творів ранньої кримінальної палп-фантастики», зазначивши, що, незважаючи на спрощену характеристику, «цинічний антиавторитаризм» в описі уявної культури майбутнього «освіжає». Блейлер також зазначив, що розв'язка роману «є чудовим передчуттям твору Філіпа Діка». Деймон Найт написав: «Ті, хто наполягає на чітких міркуваннях і сатиричному дотепі сучасної наукової фантастики, знайдуть тут дивовижну кількість обох».